# João Carlos Bacelar Batista
João Carlos Bacelar Batista ou simplesmente Bacelar (Esplanada, 9 de julho de 1957) é um político brasileiro, filiado ao Partido Verde (PV).

## Biografia
João Carlos Bacelar Batista nasceu em Esplanada, na Costa dos Coqueiros, litoral da Bahia, em 9 de julho de 1957.
Cursou o primário na Escola da Linha de Esplanada, o ginásio na Escola Padre Torrend de Dias D´Ávila e o secundário no Colégio Estadual Severino Vieira em Salvador.
Formou-se em Administração de Empresas pela Universidade Federal da Bahia (UFBA), em 1979, em Salvador; fez Mestrado em Administração Pública pela Fundação Getúlio Vargas, em 1981, no Rio de Janeiro.
Sua história na política começa em 1982, quando exerceu, até 1985, o cargo de subsecretário de Administração da Prefeitura Municipal de Salvador.[carece de fontes?]
No período de 1985 a 1987, foi presidente do Mobral/Fundação Educar e Assessor do Senado da República de 1987 a 1992.[carece de fontes?]
Foi eleito vereador em Salvador pelo Partido do Movimento Democrático Brasileiro (PMDB), de 1993 a 1996, chegando à Presidência da Casa em 1995.[carece de fontes?]
Foi reeleito pelo PMDB para o seu segundo mandato, de 1997 a 2000.[carece de fontes?]
Suplente de vereador pelo Partido da Frente Liberal (PFL), de 2000 a 2004, efetivou-se em fevereiro de 2003; sendo reeleito pelo Partido Trabalhista Nacional (PTN), 2004 a 2007, renunciou ao mandato em 31 de janeiro de 2007.[carece de fontes?]
Deputado estadual pelo PTN, de 2007 a 2011. Licenciou-se, em novembro de 2010, para assumir a Secretaria de Educação de Salvador, cargo que ocupou até 2013. Nesse período, os professores receberam o maior reajuste concedido à categoria nos últimos tempos e as unidades escolares passaram por reforma, atingindo cerca de 70% do total da rede.
Em outubro de 2014, Bacelar foi candidato a Deputado Federal pela Bahia pelo Partido Trabalhista Nacional e foi eleito com 95.158 votos(1.43%).
Atualmente é deputado federal eleito pelo antigo PTN, agora Podemos; Foi membro da Executiva Nacional do PTN, presidente do Conselho Político do PTN e Ex-Secretário de Educação da Prefeitura de Salvador (2010-2013).[carece de fontes?]
Em 17 de abril de 2016, João Bacelar votou contra a abertura do processo de impeachment de Dilma Rousseff.
Em abril de 2017 votou contra a Reforma Trabalhista. Em agosto de 2017 votou a favor do processo em que se pedia abertura de investigação do então Presidente Michel Temer.
Bacelar também votou contra a Reforma da Previdência e junto com os professores desenvolveu uma campanha de apoio à aposentadoria diferenciada para a categoria.
Na Câmara dos Deputados, Bacelar foi integrante da CPI contra homicídios de jovens negros e pobres.

## Atividades

### Combate ao racismo
Como vereador, Bacelar coordenou a Frente Nacional de Vereadores contra o Racismo e presidiu a Comissão Organizadora e o Encontro Nacional de Vereadores contra o Racismo. Também foi presidente do Instituto de Previdência Social de Salvador (IPS), de fevereiro de 2001 a fevereiro de 2003. Teve como bandeira a ampliação da assistência ao idoso, através de grupos de convivência, com implantação de programas sociais e culturais.

### Educação em primeiro lugar
A Educação Fundamental, a valorização profissional e a qualidade do ambiente educacional são os principais temas defendidos pelo político em suas campanhas. Assumiu, em 1º de dezembro de 2010, a Secretaria Municipal da Educação, Cultura, Esporte e Lazer (Secult) da Prefeitura Municipal de Salvador. Defende e é relator do projeto de lei da Responsabilidade Educacional (LRE), que trata da qualidade da educação básica e da responsabilidade dos gestores públicos em sua promoção.

## Relevância Política
Nas eleições de 2006, foi eleito para o primeiro mandato como deputado estadual da Bahia (2007-2011), pelo Partido Trabalhista Nacional (PTN). Em 2007, tornou-se líder e presidente estadual do partido. Na Assembleia Legislativa, foi vice-líder da Bancada de Oposição, durante os anos de 2007, 2008 e 2009, e titular das Comissões de Educação; Segurança Pública e Direitos Humanos; e da Promoção da Igualdade. Em 2009, foi eleito pela imprensa baiana como Destaque Parlamentar do ano.